# Felice Antonio Arconati
Felice Antonio Maria Arconati O.F.M.Conv. (Saronno, 1610 circa – dopo il 1679 probabilmente a Mariano Comense) è stato un francescano e compositore italiano.

## Biografia
Frate minore conventuale, fu maestro di cappella nella basilica dei Santi XII Apostoli a Roma nell'anno 1593 come si evince nel Regesta Ordinis e anche nella tavola del confratello Vannarelli. Quindi con lo stesso incarico lo troviamo nella chiesa di San Francesco d'Assisi a Torino, nella chiesa di San Francesco a Bologna, nella chiesa di Santa Maria Maggiore a Bergamo e poi nuovamente nella basilica di San Francesco ad Assisi.
Nel 1669 un confesso della Veneranda Fabbrica del Duomo di Milano dice di essere un musicista che ha ricoperto la carica di maestro di cappella nelle basiliche di Roma, Torino, Assisi, Bergamo e Bologna. Questo documento si rivela importante anche per altre informazioni: la conoscenza di Arconati con Cossoni e Cazzati e il loro apprezzamento nei suoi confronti. Ma ancora per la sua partecipazione al concorso di organista al Duomo di Milano, in seguito alla morte di Michelangelo Grancini. Nonostante tale documento dica del suo invito nella commissione giudicatrice per il concorso e un altro carteggio presenti la sua nomina invece come candidato al concorso, viene cancellato dalla lista prima della convocazione. Ancora oggi non se ne conosce la motivazione (forse per altro incarico), comunque di lì a poco lo troviamo ad Assisi e dal 1679 al 1689 fu maestro di cappella nella basilica di Sant'Antonio di Padova, mentre organista era il nipote di Vannarelli, Vittorio.
Degno di nota il manoscritto autografo dell'Arca di Padova in cui lo stesso Arconati indica le città in cui è stato maestro di cappella, confermando quanto già presente in quello della veneranda fabbrica del Duomo, fornendo però una preziosa indicazione del periodo in cui ha prestato servizio, oltre 25 anni
Molte le composizioni, ma ne sono state ritrovate solo otto più la Missa Minima a 8 voci. I brani sono Lauda Ierusalem, nell'antologia del confratello Vannarelli, Alleluia victoria, Silentium tenebant omnia, Dulcis Iesu, Resonate, Gens Christiana, Ave Regina coelorum, Salve Regina.
Si sente una straordinaria novità nelle composizioni di Arconati che risultano molto ampie, tra fugati e stili imitativi, con evidenti richiami alla teoria degli affetti, i cui motivi possono rievocare Georg Friedrich Händel e Johann Pachelbel come è il caso di Alleluia victoria o richiamare Giacomo Carissimi e Sisto Reina per il testo del brano Silentium tenebant omnia.  